# Rhinortha chlorophaea
Rhinortha chlorophaea là một loài chim trong họ Cuculidae.
Loài chim này được tìm thấy ở Brunei, Indonesia, Malaysia, Myanmar, Singapore và Thái Lan. Môi trường sống tự nhiên của chúng là rừng nhiệt đới ẩm nhiệt đới hoặc cận nhiệt đới.